# Conus tribblei queenslandis
Conus tribblei queenslandis is een ondersoort van de zeeslakkensoort Conus tribblei, uit het geslacht Conus. De slak behoort tot de familie Conidae. Conus tribblei queenslandis werd in 1984 beschreven door da Motta. Net zoals alle soorten binnen het geslacht Conus zijn deze slakken roofzuchtig en giftig. Zij bezitten een harpoenachtige structuur waarmee ze hun prooi kunnen steken en verlammen.